# Kiamba
Kiamba est une localité de la province de Sarangani, aux Philippines. En 2015, elle compte 61 058 habitants.